# آدوکالاموددای
آدوکالاموددای (به لاتین: Adukkalamoddai) یک منطقهٔ مسکونی در سری‌لانکا است که در استان شمالی (سری‌لانکا) واقع شده‌است.